# Factory Girl (The Rolling Stones)
"Factory Girl" is een nummer van The Rolling Stones van hun album Beggars Banquet uit 1968, dat gaat over een man die het zat is om op zijn vriendin uit de fabriek te wachten.
Muzikaal is het een folksong lijkend op een volksliedje uit Appalachia, de arrangementen zijn minimaal. Voor Keith Richards klonk het als het Ierse Molly Malone. Charlie Watts speelt geen drums maar slaat met stukjes op een tabla. Hij zei hierover: "Op 'Factory Girl' deed ik iets wat je niet zou moeten doen, namelijk tabla bespelen met stokken in plaats van te proberen dat geluid te krijgen met je hand, wat Indiase tablaspelers doen, hoewel het een extreem moeilijke techniek is en pijnlijk als je niet getraind bent."

## Musici
Van de vijf Rolling Stones ontbreekt Brian Jones op dit nummer. Er speelden drie extra muzikanten mee: Ric Grech van Family op viool in bluegrassstijl, Dave Mason van Traffic op mandoline en Rocky Dijon op conga's.

## Live-versie
"Factory Girl" is opgenomen op het live-album Flashpoint uit 1991.